# 如來神掌 (1964年電影)
《如來神掌》是1964年及1965年於香港拍攝製作的神魔武俠片。由凌雲執導、袁小田武術指導、盧寄萍特技設計，並由曹達華、于素秋、林鳳、關海山領銜主演。主題音樂為《大渡河》，插曲則包括《闖將令》、《四川將軍令》。依據香港電影資料館，本片是改編自《明報》連載小說上官虹所著的《千佛掌》。從《電影雙週刊》介紹，故事原型是由台灣小說家柳殘陽的小說《天佛掌》系列 ，即《邪神門徒》及《如來八法》 改編而來。本片共分五集，均被譽為經典武俠片。到1968年富群影業公司再出品續編《如來神掌再顯神威》及《如來神掌劈魔平九派》。

## 故事背景
六十年前「火雲邪神」古漢魂與一飛及三絕掌等七十名高手在天山決戰，「火雲邪神」憑著八式「如來神掌」將敵人盡數打死，自己亦身受重傷，從此退隱江湖。六十年後，在機緣之下，火雲邪神收了龍劍飛為義子，並傳授「如來神掌」絕學。龍劍飛學成下山行俠江湖，因而牽動起一邪雙飛三絕掌六十年來的恩怨。

## 劇情

### 《如來神掌上集》
龍劍飛本是柳家莊弟子，與師妹莊主千金柳明鶯相愛，龍劍飛在一次比試中為柳明鶯毀容而遭拋棄。龍劍飛及後被柳明鶯未婚夫崑崙派大弟子「白衣冰心」歐陽豪派人狙擊受重傷，幸得「火雲邪神」古漢魂飼養的「金眼神鵰」所救。古漢魂收龍劍飛為義子，並傳授「如來神掌」。原來古漢魂在六十年前與七十名高手決鬭受傷後被「無定飛環」孫碧玲暗算，二人惡戰，自此失明。龍劍飛往紫龍洞取「金龍之子」醫治古漢魂雙目；孫碧玲亦遣孫女裘玉華、玉娟去爭奪「金龍之子」。龍劍飛奮力殺死獨角獸，最後虛脫暈倒。裘氏姊妹遂留下「金龍之子」以報龍劍飛。回程途中，龍劍飛獲東島長離教主畢孤賞識，收為記名弟子，授予「七旋斬」絕技。古漢魂利用「金龍之子」得以回復光明，便命龍劍飛將剩下的一枚「金龍之子」送回裘氏姊妹。而龍劍飛因與獨角獸搏鬥時臉上沾到了獸血，容貌亦恢復。在途上，龍劍飛再次遇見裘氏姊妹，三人並合力救出欲脫離靈蛇教的陸瑜。 孫碧玲治好雙目，看見龍劍飛正穿著「火雲戰衣」，即時出手襲擊龍劍飛。

### 《如來神掌下集大結局》
受傷的龍劍飛被關入再世牢。玉娟不忍玉華要為龍劍飛殉愛，說服了孫碧玲以龍劍飛作餌引古漢魂出現，龍劍飛幸得暫時保命。玉娟約陸瑜外出商量對策，遇上金衣幫欲奪取「白首頭陀」能解百毒的「萬串珠蘭」，「白首頭陀」臨終前將「萬串珠蘭」送給玉娟。此時，畢孤現身擊退金衣幫，並答應相約群雄打救龍劍飛。惟救援未到，龍劍飛雖然成功衝破再世牢機關陣，但身受重傷。龍劍飛藏身玉華房內，玉娟穿起「火雲戰衣」引開追兵，遭孫碧玲打下山崖。金眼神鵰誤認玉娟為龍劍飛而相救，得「火雲邪神」收為義女，並傳授四式「如來神掌」。畢孤帶領群雄到煙霞山莊，陸瑜趁混亂協助龍劍飛逃脫。玉華出走，與龍劍飛會合，孫碧玲派人跟蹤。陸瑜被崑崙雙秀擒去，龍劍飛與玉華遂往營救，玉娟亦及時出現，力敗崑崙「五伏羅漢」，而崑崙派因「白衣冰心」與龍劍飛的恩怨亦一筆勾消。孫碧玲安排眾人在萬樹林對付龍劍飛等人。龍劍飛不敵孫碧玲的「無定飛環」，幸古漢魂及時出現，使出如來神掌第九式「萬佛朝宗」將孫碧玲擊敗，並化解宿怨。

### 《如來神掌三集》
龍劍飛和裘玉華大婚之日，孫碧玲被不明暗器殺害。玉娟報仇心切，獨自出外尋兇，遇上熟知奇門兵器的「萬手羅漢」謝家俊。玉娟替謝家俊擊退「祈門四煞」，但復遭四煞迷暈，幸得畢孤與陸瑜所救。謝家俊指出殺害孫碧玲暗器為「霹靂銀梭」，三人依謝家俊指點，先往點蒼派，被掌門冷凌霄引入「五雷霹靂陣」。龍劍飛和玉華尋至，玉華以三十六枚「無定飛環」破陣救出眾人。一行人遂轉往天香教。途中，玉娟落單遭歐陽豪伙同「三絕掌」擄走。歐陽豪因師門與龍劍飛和解而投靠「三絕掌」。陸瑜和龍劍飛先後失陷於天香教，玉華欲以「無定飛環」打爛困住龍劍飛的「九索飛鈴」不果。天香教教主柳飄飄為此方知玉華乃孫碧玲孫女，而柳飄飄正是雙飛之一。玉華回煙霞山莊取「萬串珠蘭」救治龍劍飛，到訪的古漢魂從玉華婚前收到的畫中得知兇手身份，逕自往三絕宮，原來當前「三絕掌」的傳人「天、地、人」三魔正是行兇者。古漢魂再次使出如來神掌第九式「萬佛朝宗」，本已將「三絕掌」降服，卻遭歐陽豪用「霹靂銀梭」暗算。古漢魂負傷逃走，三魔連同歐陽豪追趕。玉娟得金眼神鵰相救，亦尾隨眾人。古漢魂逃至六鼎古廟，自知性命難保，於是將第九式「萬佛朝宗」的掌印印在六個鼎上，好等龍劍飛日後學會，替其報仇。

### 《如來神掌四集大結局》
古漢魂打完掌印在鼎上就力竭而亡，玉娟趁「三絕掌」等人爭拗著六鼎誰屬，搶走了一個沒掌紋的鼎。歐陽豪偷鼎被「三絕掌」發現，憤而將兩鼎拋下深谷，結果被「天魔」應修陽打成殘廢。龍劍飛連同玉華、玉娟及陸瑜到「三絕宮」尋仇，眾人不敵「三魔」受傷。畢孤趕到，以語言擠住欲下殺手的「三絕掌」，雙方約定三個月後於天山决一死戰。眾人自知不敵「三魔」，惟有請天香教主柳飄飄相助。柳飄飄卻因當年與孫碧玲為情翻臉，被孫碧玲用「火焰神沙」毁了半邊容顏，拒絕出手。為替柳飄飄恢復容貌，龍劍飛與玉娟往骷髏島取得神龍的舌頭，並將骷髏天君用計打落化骨潭。而玉華伙陸瑜到陸水谷將「朱鱗血莽」雙眼割下，又從谷中帶回歐陽豪拋下的兩鼎，使得「三絕掌」來尋不獲。「三絕掌」召開「觀鼎大會」揚威，治好容貌的柳飄飄帶同喬裝的裘氏姊妹赴會，並以比試為名引開「三絕掌」，裘氏姊妹乘機偷走三鼎與龍劍飛在天山會合。「三絕掌」面對「九索飛鈴」處於劣勢，「人魔」冉九洲以「霹靂銀梭」偷襲柳飄飄。柳飄飄負傷逃上天山，「三絕掌」隨即追趕。龍劍飛集齊六鼎，卻因一鼎上沒有掌紋，未能完全領悟掌法。重傷的柳飄飄坻達天山後過身。「三絕掌」與各路人馬殺至，眾人不敵，均告受傷，畢孤為救龍劍飛阻擋「三絕掌」，結果中了「霹靂銀梭」，最終亦斃命。龍劍飛決定與其讓「三絕掌」奪得六鼎，不如將鼎毀滅，隨即打爛沒有掌紋的一鼎，發現原來掌紋藏在鼎內。龍劍飛豁然大悟，繼而施展剛參透出的如來神掌第九式「萬佛朝宗」，將「三絕掌」殲滅。

### 《如來神掌怒碎萬劍門》
大難不死的「天魔」應修陽遇上歐陽豪，重傷之餘與歐陽豪糾纏雙雙掉下山崖，為鐵面修羅大弟子小龍女所救。鐵面修羅乃當年天山決戰中七十名高手之一，被古漢魂打斷右腿，如今需要一隻擁有深厚功力之人的右腳，應修陽正好合適。龍劍飛攜妻裘玉華出席陸瑜於長離教的正位大典，途中收了由猿猴養大的袁銅為義弟。鐵面修羅誘騙小龍女服下蜈蚣毒降，迫令她盜取長離派的「金葉碧玉盂」，讓他練就「天殘腳」。玉盂被盜，龍劍飛無辜受牽連。玉華追截到小龍女，但不敵鐵面修羅被擒。龍劍飛來救，遭鐵面修羅剛練成的「天殘腳」壓傷。鐵面修羅自恃「天殘腳」天下無敵，在江湖上大肆殺戮，小龍女不齒師傅所為，應袁銅所求放走玉華，並助他偷取「天殘腳」的療傷解藥。傷癒的龍劍飛得知小龍女中了蠱毒，以「萬佛朝宗」迫出她體內毒蜈蚣。武林各派大舉進攻萬劍門，龍劍飛最終亦趕來對付鐵面修羅。「萬佛朝宗」與「天殘腳」祗能打成平手，幸得玉華以「無定飛環」吊起「天殘腳」，小龍女用寶劍插入「天殘腳」底上的疤痕，殺死鐵面修羅，武林遂復歸平靜。

## 演員
| 演員   | 角色         | 外號       | 門派 / 關係         |
| 曹達華 | 龍劍飛       |            |                     |
| 于素秋 | 裘玉華       | 雙飛仙子   |                     |
| 林鳳   | 裘玉娟       | 雙飛仙子   |                     |
| 關海山 | 陸瑜         |            |                     |
| 檸檬   | 古漢魂       | 火雲邪神   |                     |
| 容玉意 | 孫碧玲       | 無定飛環   |                     |
| 高魯泉 | 畢孤         | 長離七斬   | 長離教教主          |
| 蕭仲坤 | 歐陽豪       | 白衣冰心   | 崑崙派大弟子        |
| 駱恭   | 裘沖 /裘俊   |            | 煙霞山莊莊主        |
| 陳少鵬 | 金眼神鵰     |            |                     |
| 李鵬飛 | 柳華軒       |            | 柳家莊莊主 (怒江派) |
| 馮素波 | 柳明鶯       | 金髮紅綾   | 柳家莊莊主千金      |
| 唐佳   | 李偉         |            | 十字門門徒          |
| 劉家良 | 修昭         |            | 十字門門徒          |
| 高超   | 赤陽判官     | 陰陽二判   |                     |
| 關正良 | 陰煞判官     | 陰陽二判   |                     |
| 周吉   | 天緣洞主     |            |                     |
| 周吉   | 畢凡         | 北島長離   | 長離教              |
| 袁小田 | 靈蛇教教主   | 流狼神劍影 |                     |
| 袁小田 | 黃衣秀士     | 崑崙雙秀   | 崑崙派              |
| 吳殷志 |              | 烏猱秀士   | 靈蛇教              |
| 吳殷志 | 峨嵋派掌門   |            |                     |
| 馮明   |              |            | 靈蛇教門徒          |
| 朱由高 | 趙勝         |            | 靈蛇教教友          |
| 張生   | 伏龍         | 五伏羅漢   | 崑崙派              |
| 董才寶 | 伏鷹         | 五伏羅漢   | 崑崙派              |
| 韓英傑 | 伏豹         | 五伏羅漢   | 崑崙派              |
| 黃梅   | 伏虎         | 五伏羅漢   | 崑崙派              |
| 齊琳   | 伏獅         | 五伏羅漢   | 崑崙派              |
| 尹靈光 | 白衣秀士     | 崑崙雙秀   | 崑崙派              |
| 白文彪 |              |            | 崑崙派弟子          |
| 張作舟 |              | 白首頭陀   |                     |
| 華雲峰 | 金衣幫幫主   | 龍虎追魂   |                     |
| 石志斌 | 金衣幫副幫主 | 黑煞神掌   |                     |
| 西瓜刨 |              |            | 金衣幫門徒          |
| 陳惠瑜 | 柳飄飄       | 九索飛鈴   | 天香教主            |
| 何少雄 | 應修陽       | 霹靂天魔   | 三絕掌              |
| 張醒非 | 查百川       | 無極地魔   | 三絕掌              |
| 李壽祺 | 冉九洲       | 赤煉人魔   | 三絕掌              |
| 西瓜刨 | 祈連福       | 祈門四煞   | 三絕掌弟子          |
| 朱由高 | 祈連海       | 祈門四煞   | 三絕掌弟子          |
| 矮冬瓜 | 祈連豹       | 祈門四煞   | 三絕掌弟子          |
| 葉偉明 | 祈連壽       | 祈門四煞   | 三絕掌弟子          |
| 楊業宏 | 冷凌霄       |            | 點蒼派掌門          |
| 楊業宏 | 少林派掌門   |            |                     |
| 張志蓀 | 謝家俊       | 萬手羅漢   |                     |
| 蕭錦   |              | 骷髏天君   |                     |
| 石堅   | 鐵面修羅     | 江湖老怪   |                     |
| 蕭芳芳 | 小龍女       |            | 萬劍門大弟子        |
| 陳寶珠 | 袁銅         |            |                     |
| 張生   | 古然         |            | 長離教管事當家      |
| 余惠芬 | 屠萬春       | 桃花仙子   |                     |
| 許瑩英 | 顏如玉       | 玉美人     |                     |
| 華雲峰 | 崑崙派掌門   |            |                     |
| 甘露   | 雪山派掌門   |            |                     |
| 薛美珍 |              |            | 雪山派門徒          |

## 特色
如來神掌系列以集數而言雖遠不及黃飛鴻電影，但已是粵語武打片中僅次於黃飛鴻的系列片，共攝製了七集。其次，當時這套如來神掌，所顯示的特技，原來是塗在菲林上面，可能由於人工及成本問題，這種技術再沒採用，但出來的效果影響後來不少創作。而電影片頭是龍劍飛發如來神掌擊打佛像，亦是粵語片中，少有替片頭作出特別拍攝的作品。此外，本片有不少奇珍怪獸出現，計有火雲邪神飼養的「金眼神鵰」、紫龍洞中的「獨角獸」及「蝙蝠獸」、靈蛇教的「烏兒」及「靈蛇」、天香教有「護壇怪獸」、骷髏天君座下的「護法神龍」和陸水谷內的「朱鱗血莽」。